# أولاد عميرة (الوسطانية)
أولاد عميرة هو دُوَّار يقع بجماعة أوفوس، إقليم الرشيدية، جهة درعة تافيلالت في المملكة المغربية. ينتمي الدوّار لمشيخة الوسطانية التي تضم 4 دواوير. يقدر عدد سكانه بـ 665 نسمة حسب الإحصاء الرسمي للسكان والسكنى لسنة 2004.

## روابط خارجية
- البوابة الوطنية للجماعات الترابية
- المندوبية السامية للتخطيط